# Boîte à cases
La boîte à cases (ou boîte à trous, boîte à palets) est un jeu de palet du Pays de Fougères en Ille-et-Vilaine, dans la région Bretagne.
La boîte à cases est un jeu inscrit à l’Inventaire du patrimoine culturel immatériel en France.

## Historique
Ce jeu se retrouve souvent dans les fêtes de village et les kermesses. Il peut aussi servir de jeu annexe dans les concours de palets sur planche. Il arrive également que les familles en construisent un pour jouer chez eux. Il est en effet très facile à jouer en famille grâce à ses règles très faciles.

## La boîte à cases
La boîte à cases est un jeu de palets. Le jeu se présente sous la forme d’une boite en bois de forme trapézoïdale, divisée en 5 cases. La plus petite vaut 5 points, la plus grande 1 point.
Il s’agit pour le joueur d’envoyer son palet dans une case, en tâchant de faire le maximum de points. La boite est posée au sol, la plus petite case est orientée vers le joueur, qui est à une distance de 5 mètres (distance qui peut varier selon l’âge notamment).
Chaque joueur dispose d’un certain nombre de palets à lancer. Ce sont des palets en fonte issus du jeu de palet sur planche. C’est aux joueurs de décider de la fin de la partie, soit on fait plusieurs tours et ainsi on additionne les points, ou on ne prend que le meilleur score du joueur sur les tours qu’il a effectué. Il se peut aussi qu’il n’y ait qu’un tour.